# Ría Deseado
Pour les articles homonymes, voir Deseado.
La ría Deseado, en Argentine, est l'estuaire du río Deseado et correspond à son embouchure dans l'océan Atlantique. Elle est située dans la région nord-est de la province de Santa Cruz. Il s'agit d'un estuaire de grande importance biologique déclaré réserve naturelle provinciale. Sur sa rive nord se trouve la ville de Puerto Deseado.

## Description
La ría Deseado est submergée en grande partie par les marées qui apportent avec elles d'importantes quantités de nutriments. C'est ce qui explique la grande richesse biologique de ses eaux.
La ría a une longueur de 40 à 42 km, et une largeur de 1,3 km entre l'Île Chaffers et la rive nord, à l'ouest de la ville de Puerto Deseado. À son extrémité occidentale débouche le río Deseado qui est à sec une grande partie de l'année. La ría s'élargit progressivement à l'est jusqu'à son embouchure dans l'océan Atlantique.
La rive nord de l'estuaire se caractérise par une série de canyons, appelés ici cañadones de longueur variable qui débouchent dans les eaux de la ría. Au niveau de la rive sud, ces canyons sont rares et n'atteignent pas le niveau actuel des eaux de la ría, mais bien une série de petites plaines en pente douce qui, elles, arrivent jusqu'en bordure des eaux.

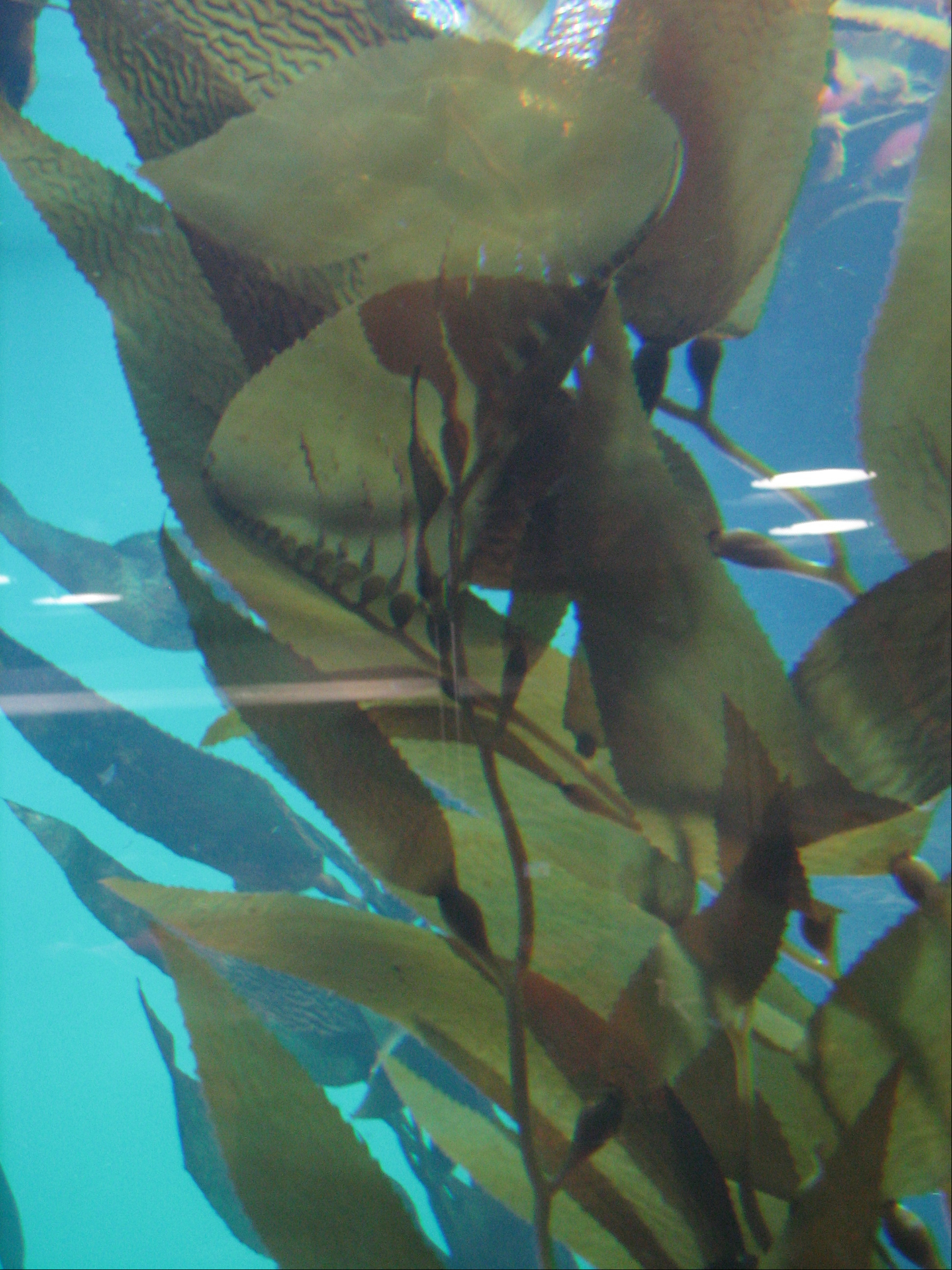
L'algue géante Macrocystis pyrifera peut dépasser 40 mètres de long et former de véritables forêts.

## Flore
La végétation de la zone est de steppe arbustive xérophyle. On note principalement la présence d'Atriplex sagittifolia (es), d'Atriplex lampa (es), de Schinus johnstonii (es) et de Mulinum spinosum. Il existe de véritables « forêts » submaréales (inondées à marée haute) d'algues géantes, telles Macrocystis pyrifera et différentes espèces de Porphyra.

## Faune
On a décrit la présence d'au moins 34 espèces d'oiseaux dans la ría Deseado. Certaines y nidifient, d'autres utilisent la ría comme aire de passage.
C'est un site de nidification important pour plusieurs espèces, notamment : le manchot de Magellan (Spheniscus magellanicus), le cormoran de Magellan (Phalacrocorax magellanicus), le cormoran de Gaimard (Phalacrocorax gaimardi), le cormoran vigua (Phalacrocorax brasilianus), le goéland dominicain (Larus dominicanus), le goéland de Scoresby (Larus scoresbii), la sterne hirundinacée (Sterna hirundinacea) et l'huîtrier noir (Haematopus ater) .
D'autres oiseaux sont aussi présents. On peut ainsi observer le cormoran impérial (Leucocarbo atriceps), le pétrel géant (Macronectes giganteus), le héron cocoi (Ardea cocoi), le coscoroba blanc (Coscoroba coscoroba), le brassemer de Patagonie (Tachyeres patachonicus), le canard huppé (Lophonetta specularioides), le grand Grèbe (Podiceps major), le grèbe aux belles joues (Podiceps occipitalis), le bihoreau gris ou héron bihoreau (Nycticorax nycticorax), l'huîtrier de Garnot (Haematopus leucopodus), la sterne caugek (Sterna sandvicensis eurygnatha), le labbe antarctique (Stercorarius antarcticus), le fulmar argenté (Fulmarus glacialoides), le puffin fuligineux (Puffinus griseus), le cygne à cou noir (Cygnus melanocorypha), l'ouette de Magellan (Chloephaga picta), le caracara à gorge blanche (Phalcoboenus albogularis), le manchot papou (rare) (Pygoscelis papua), la mouette de Patagonie (localement gaviota capucho café) (Larus maculipennis) et le petit Chevalier (Tringa flavipes).
Le condor des Andes (Vultur gryphus) est également présent, comme partout dans la province de Santa Cruz.
Le site est aussi important pour les oiseaux limicoles tels l'aigrette neigeuse (Egretta thula), la grande Aigrette (Ardea alba), le flamant du Chili (Phoenicopterus chilensis), la barge hudsonienne (Limosa haemastica) et le bécasseau maubèche (Calidris canutus).
La ría est aussi une aire de reproduction de grands cétacés comme le dauphin de Commerson (Cephalorhynchus commersonii) et il faut souligner la présence de mammifères marins comme l'otarie à crinière (Otaria flavescens).

## Galerie

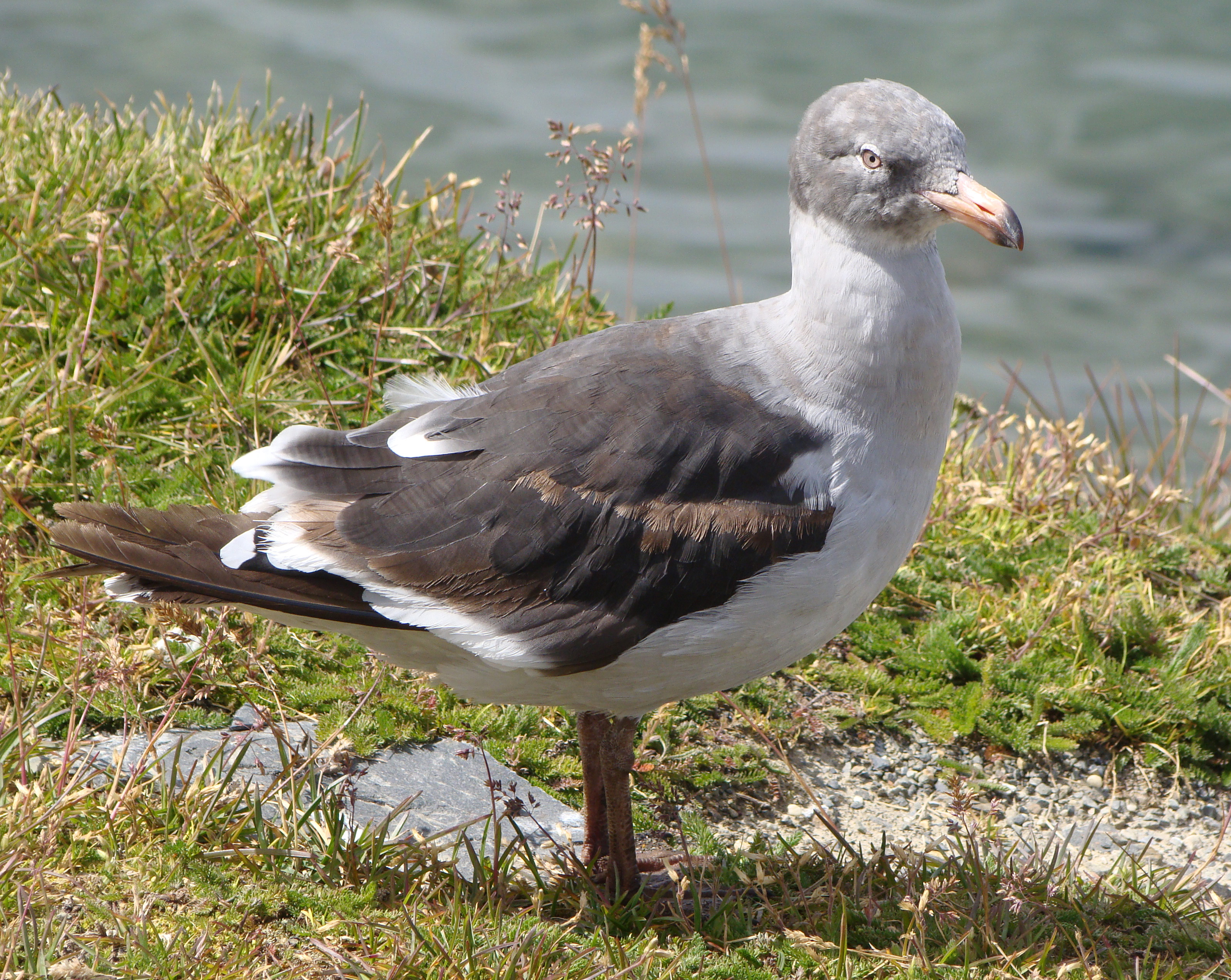
Goéland de Scoresby (Leucophaeus scoresbii). Spécimen immature.
Manchot de Magellan (Spheniscus magellanicus)
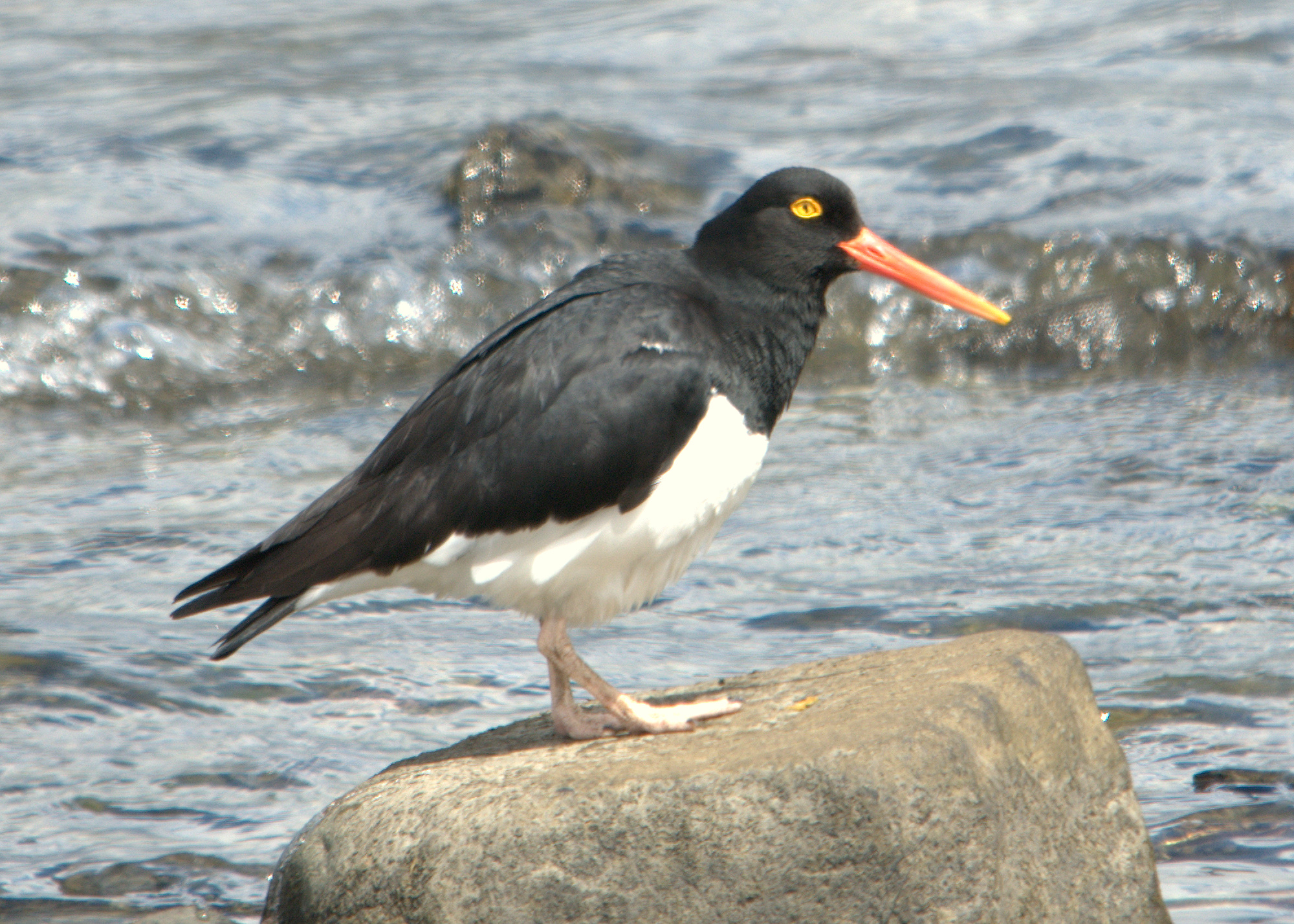
Huîtrier de Garnot (Haematopus leucopodus)

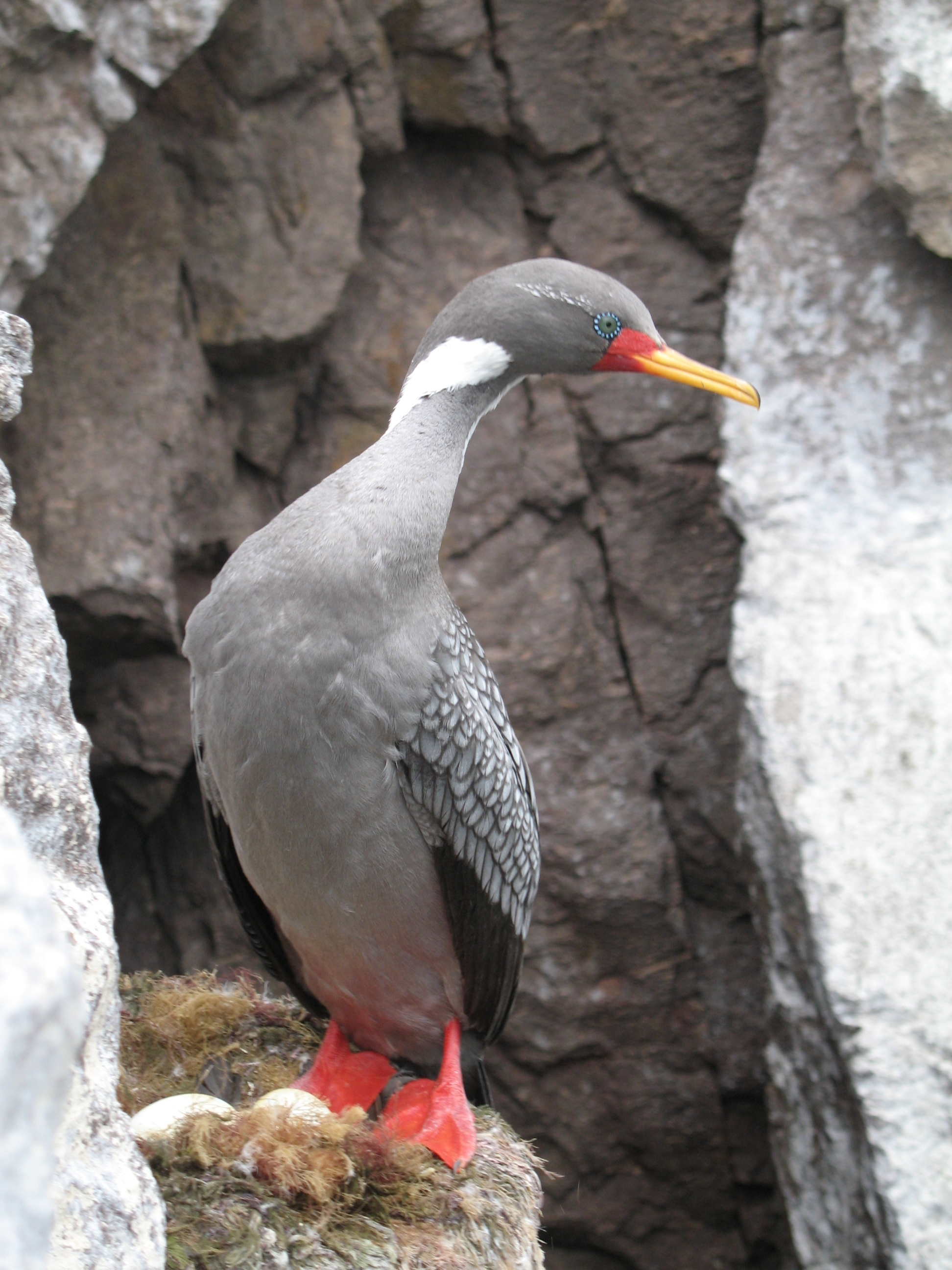
Cormoran de Gaimard (Phalacrocorax gaimardi)
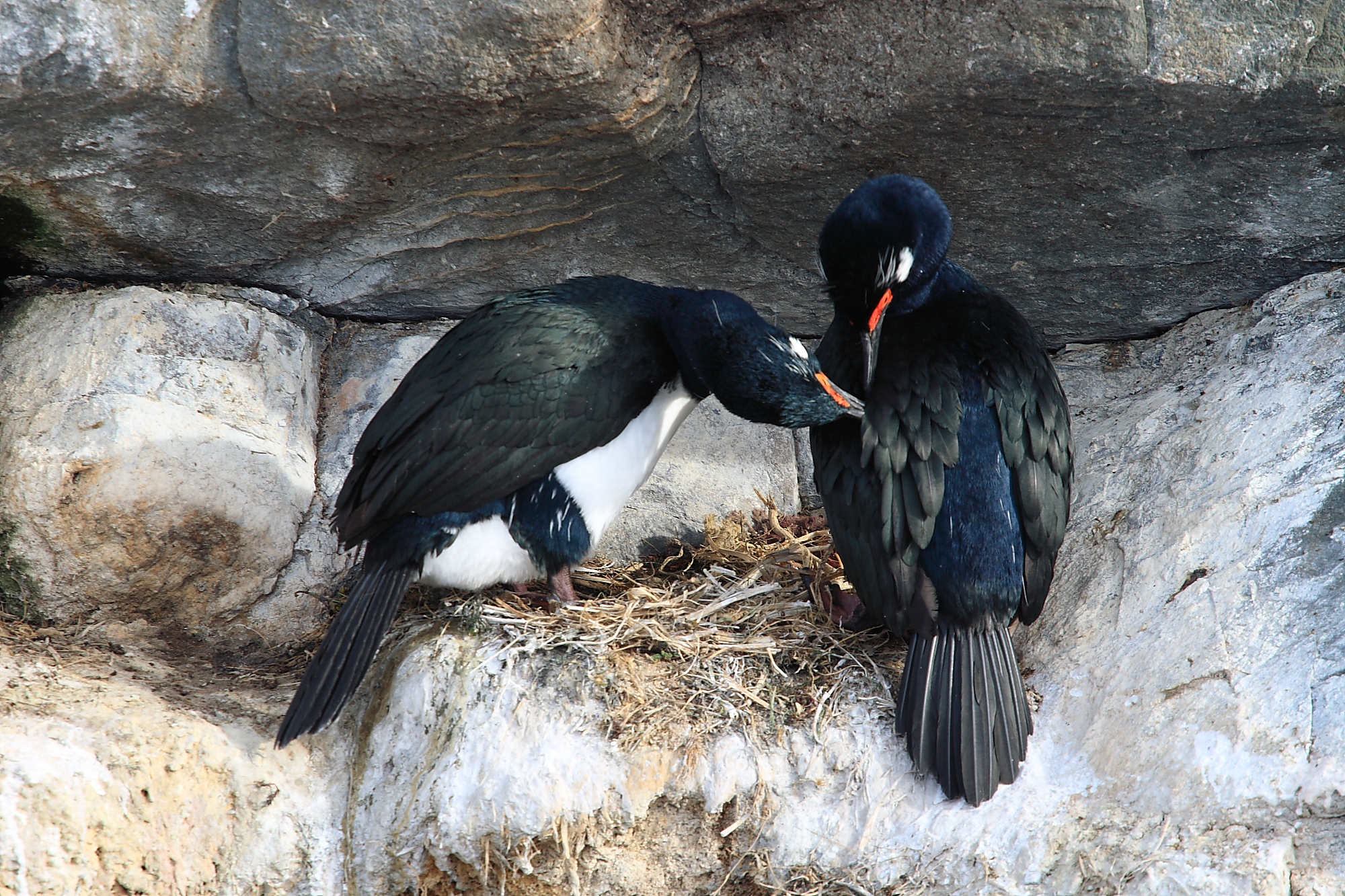
Un nid de cormorans de Magellan (Phalacrocorax magellanicus)
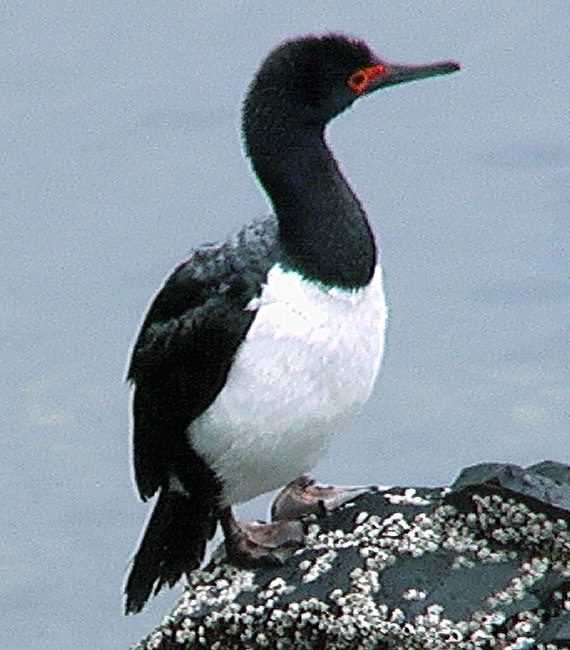
Cormoran de Magellan (Phalacrocorax magellanicus)

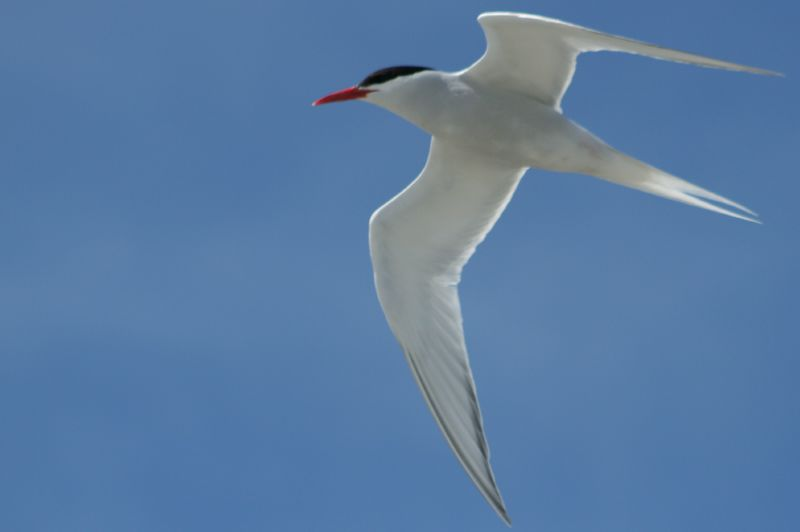
Sterne hirundinacée (Sterna hirundinacea)
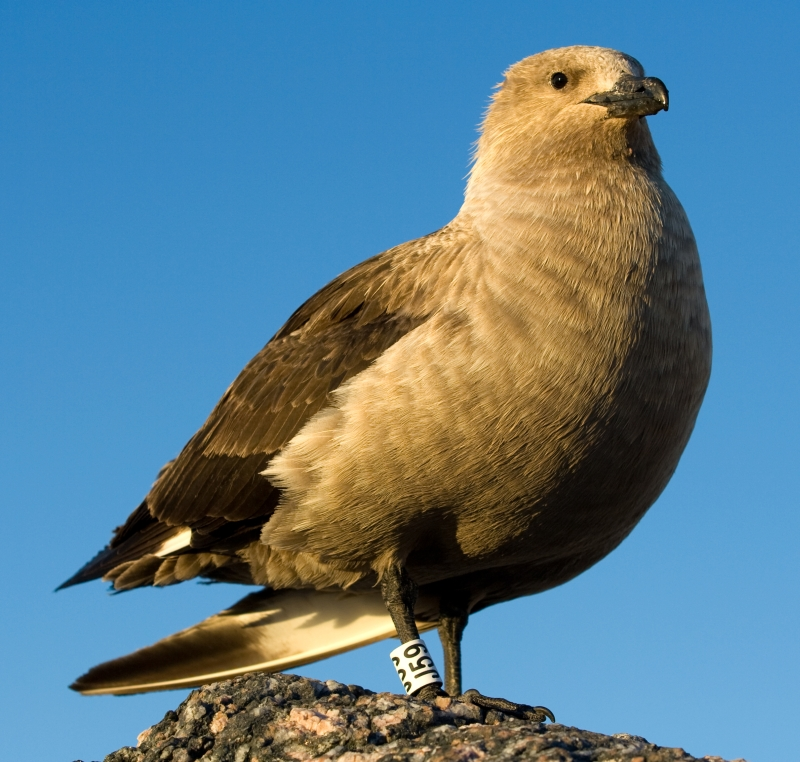
Labbe antarctique (Stercorarius antarcticus)
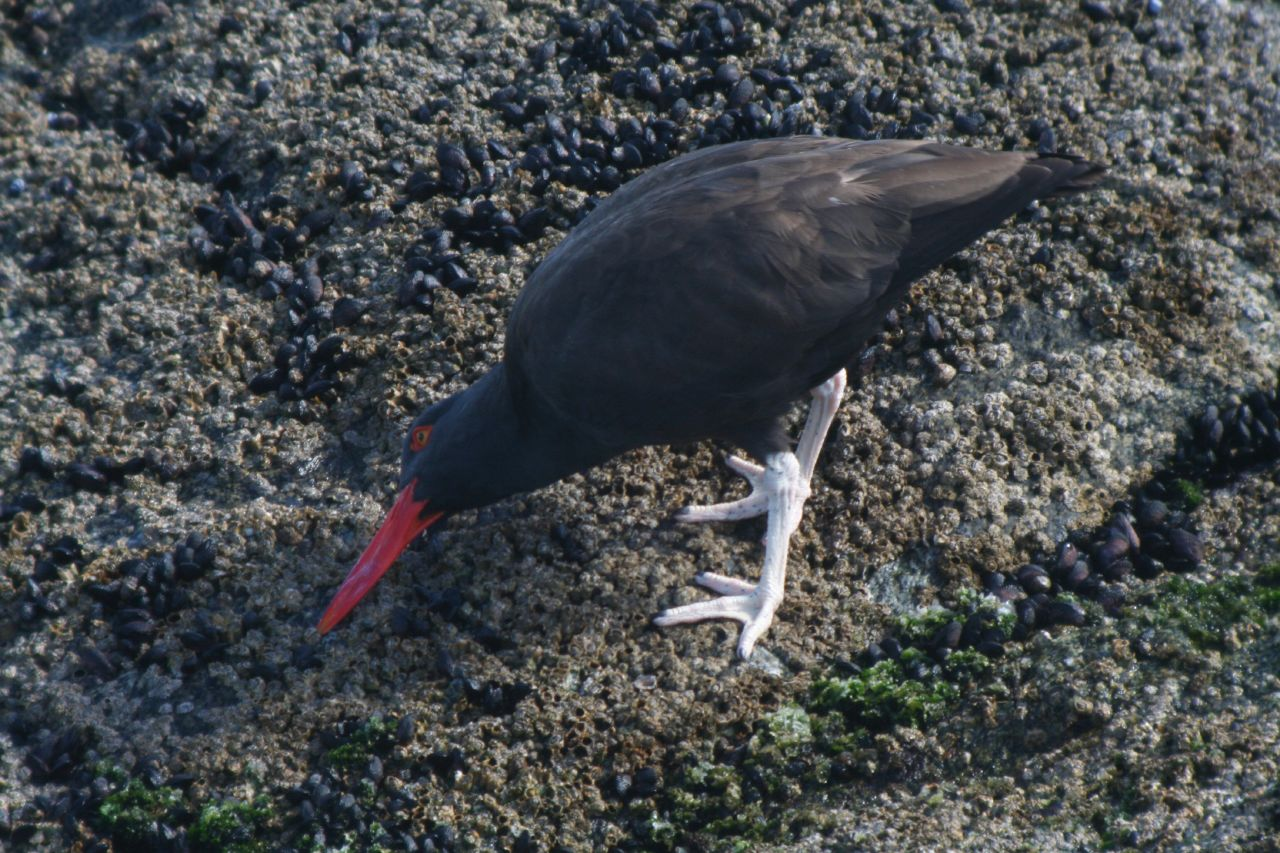
Huîtrier noir (Haematopus ater)

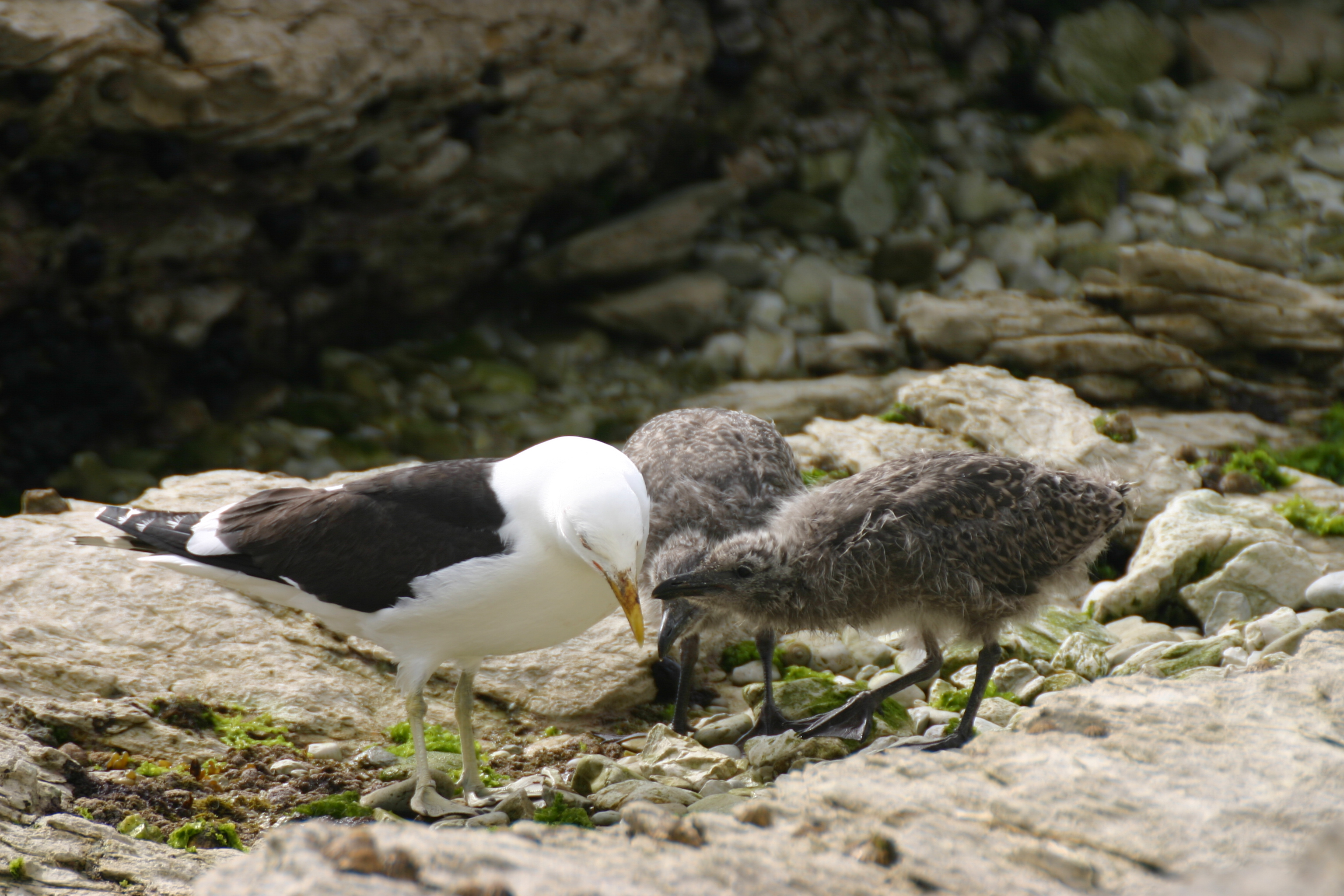
Goélands dominicains (Larus dominicanus)
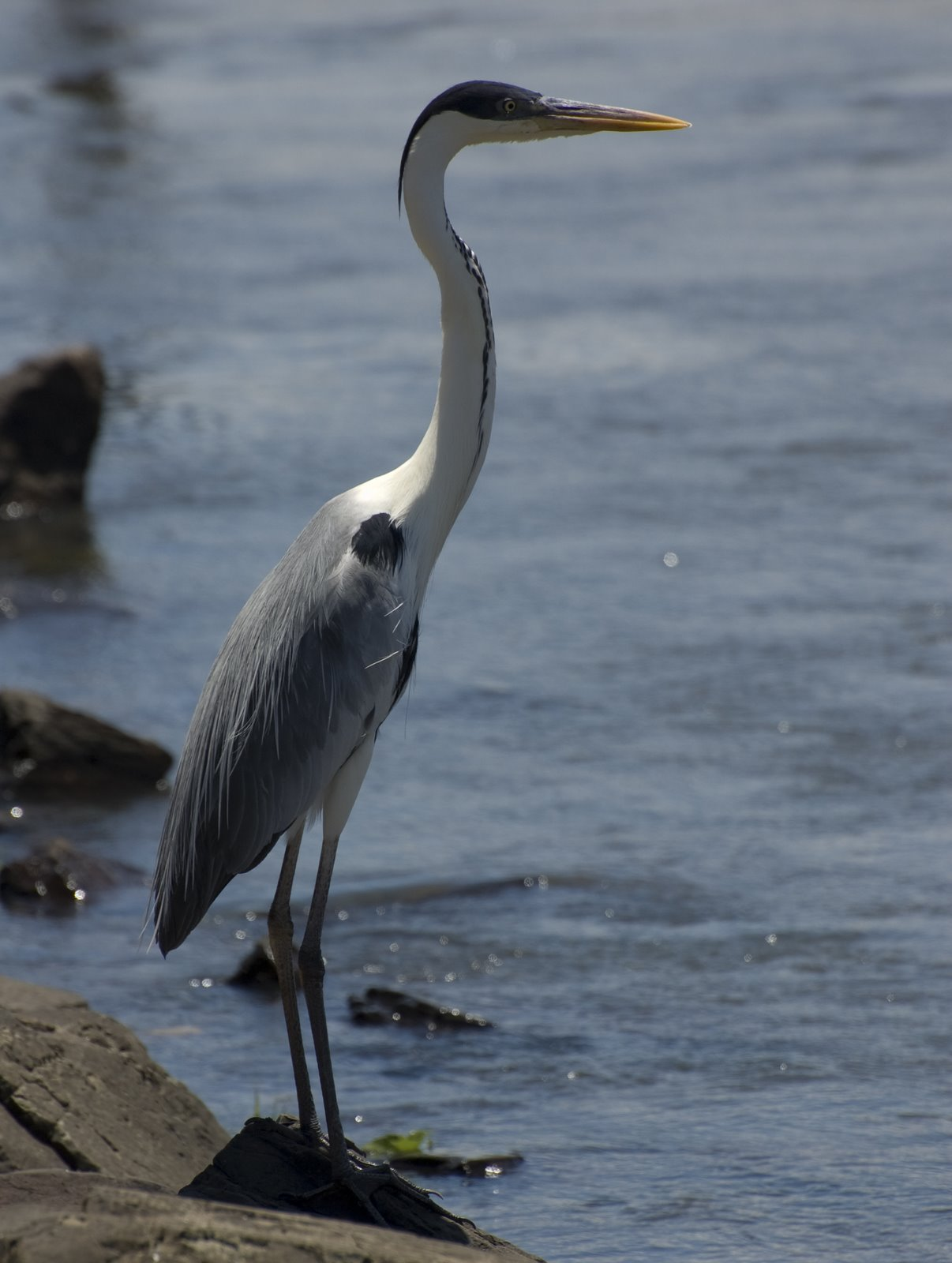
Héron cocoi (Ardea cocoi)
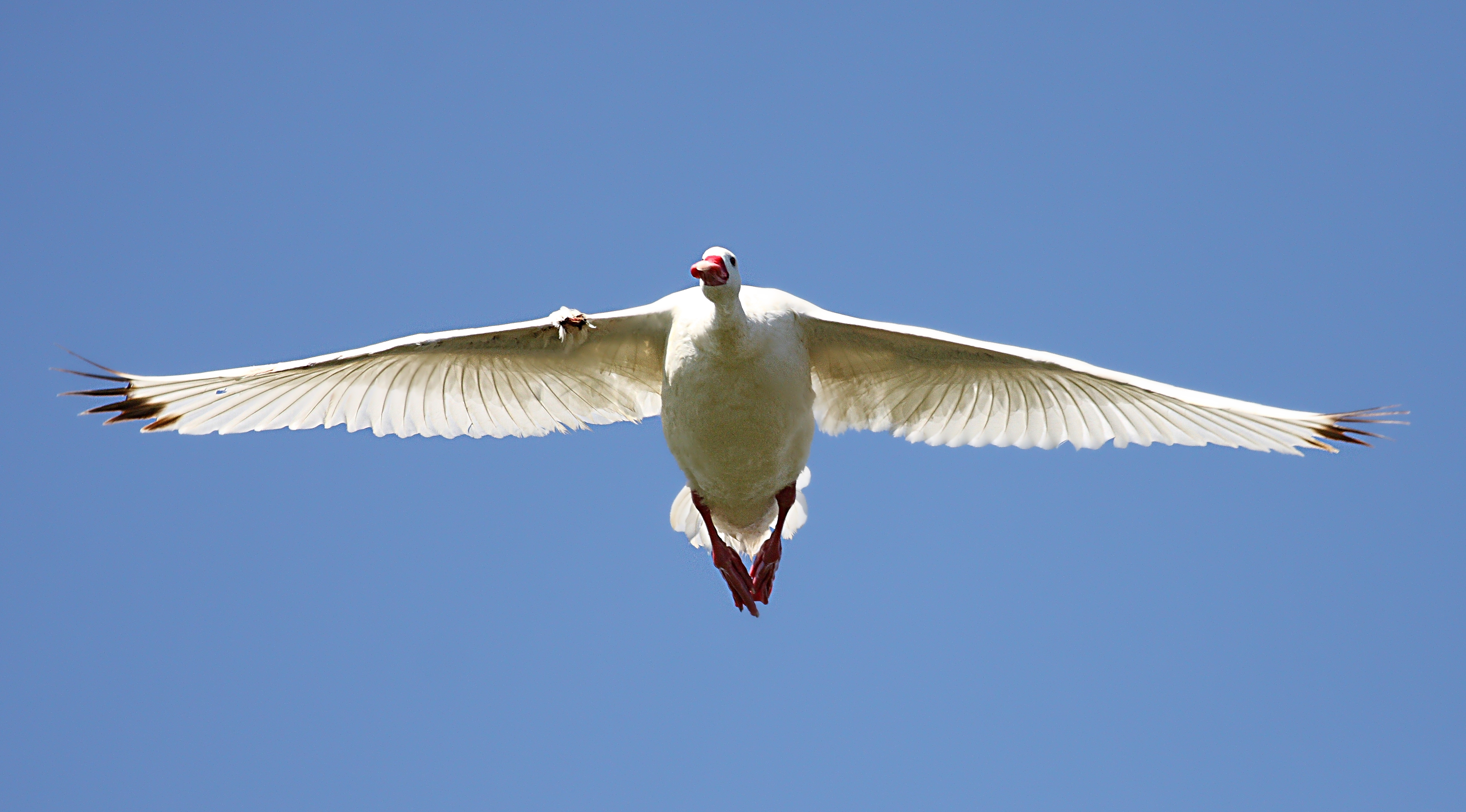
Coscoroba blanc en plein vol (Coscoroba coscoroba)

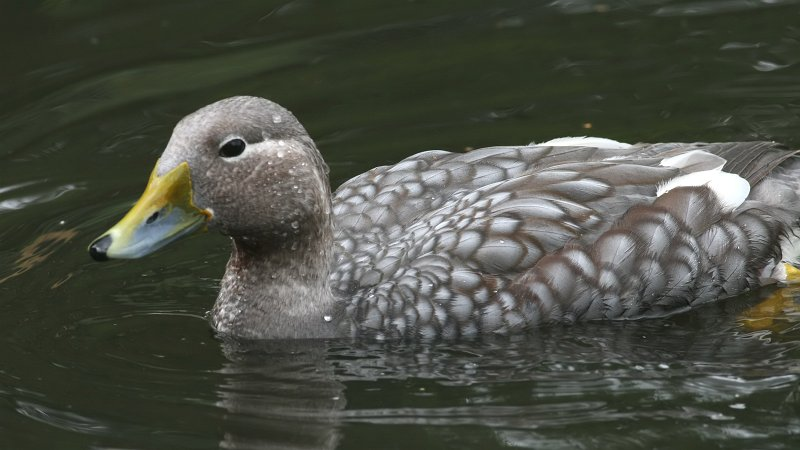
Brassemer de Patagonie (Tachyeres patachonicus)
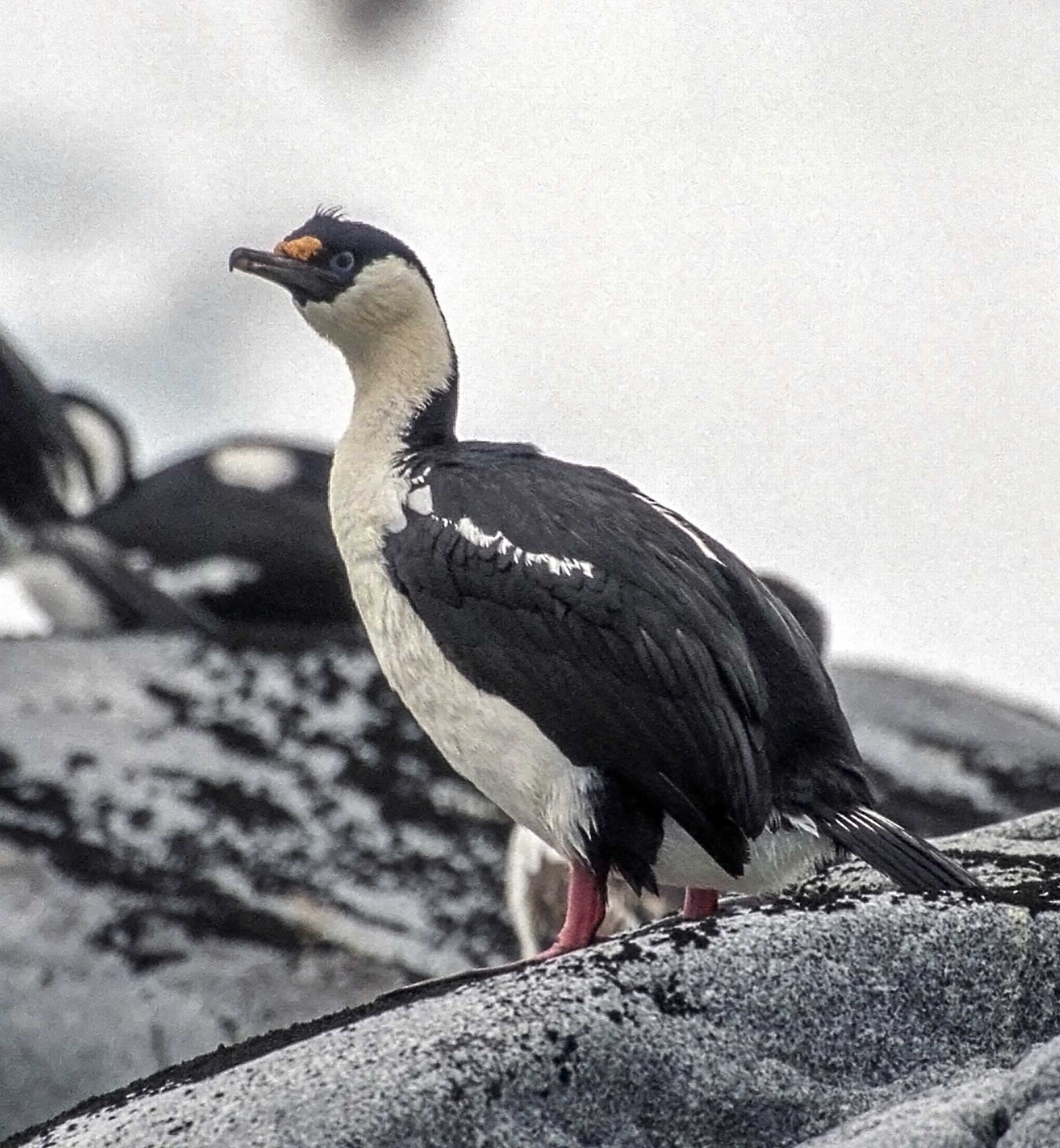
Cormoran impérial (Leucocarbo atriceps)
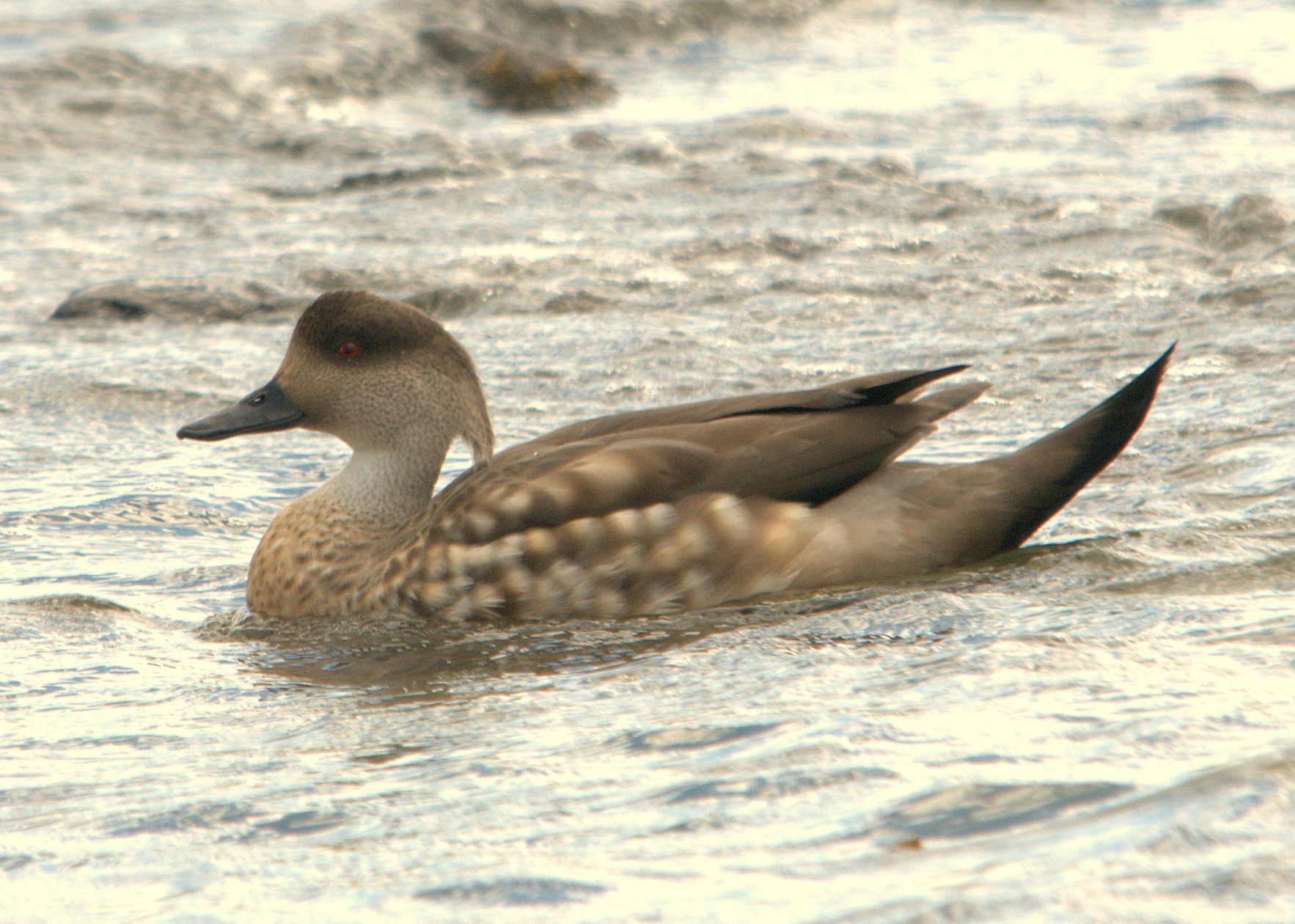
Canards huppés (Lophonetta specularioides),

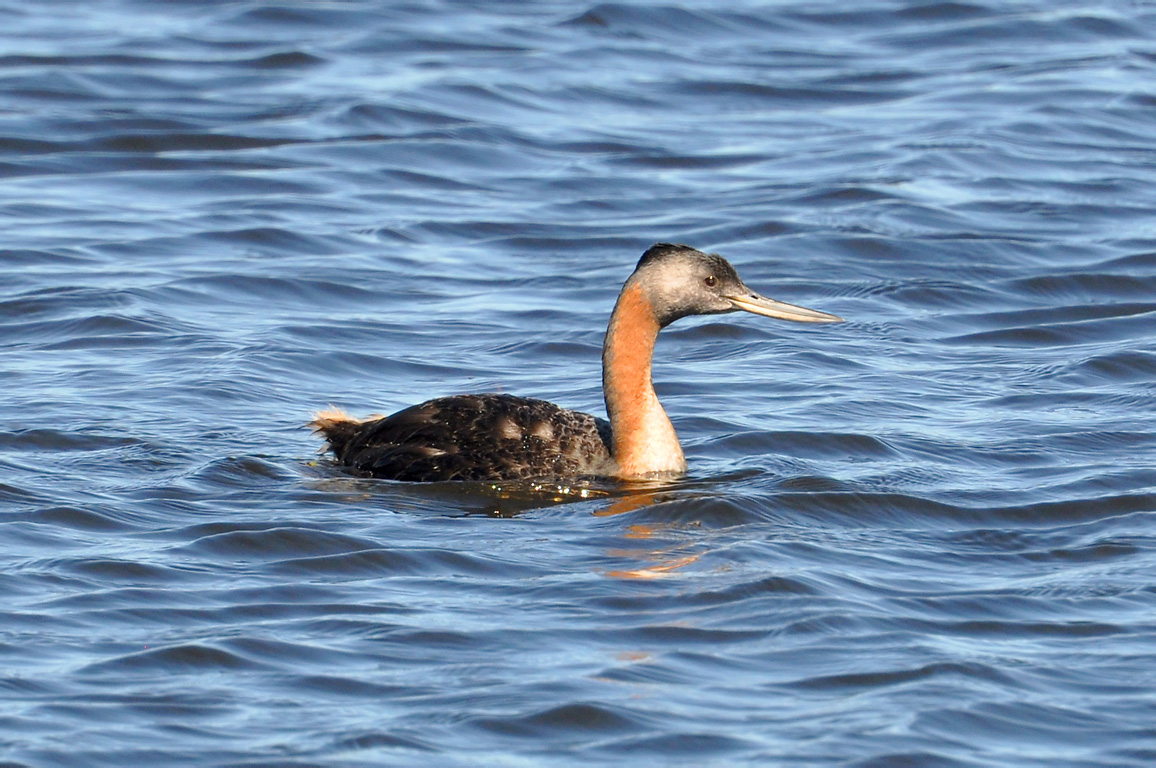
Grand Grèbe (Podiceps major)
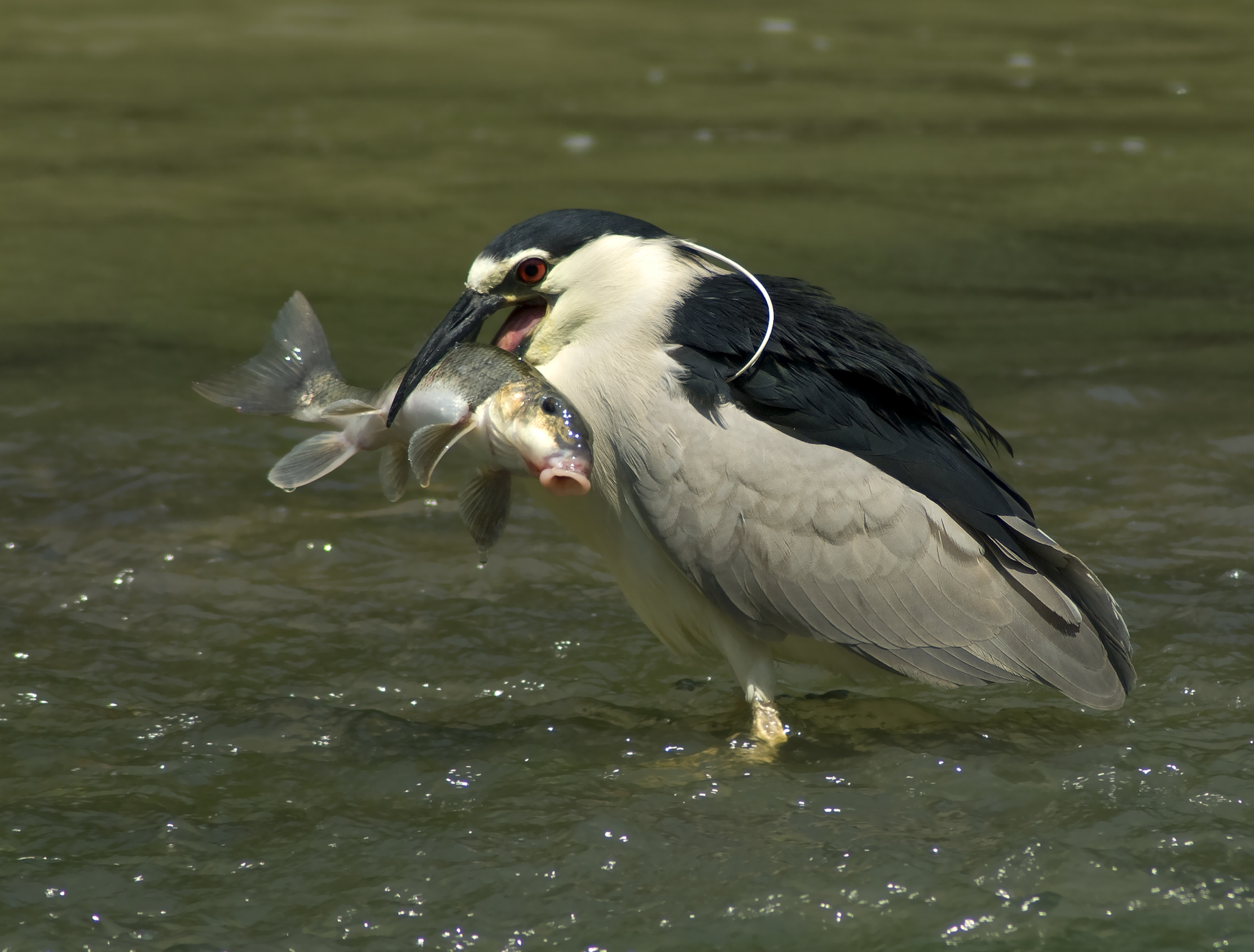
Bihoreau gris ou Héron bihoreau (Nycticorax nycticorax)
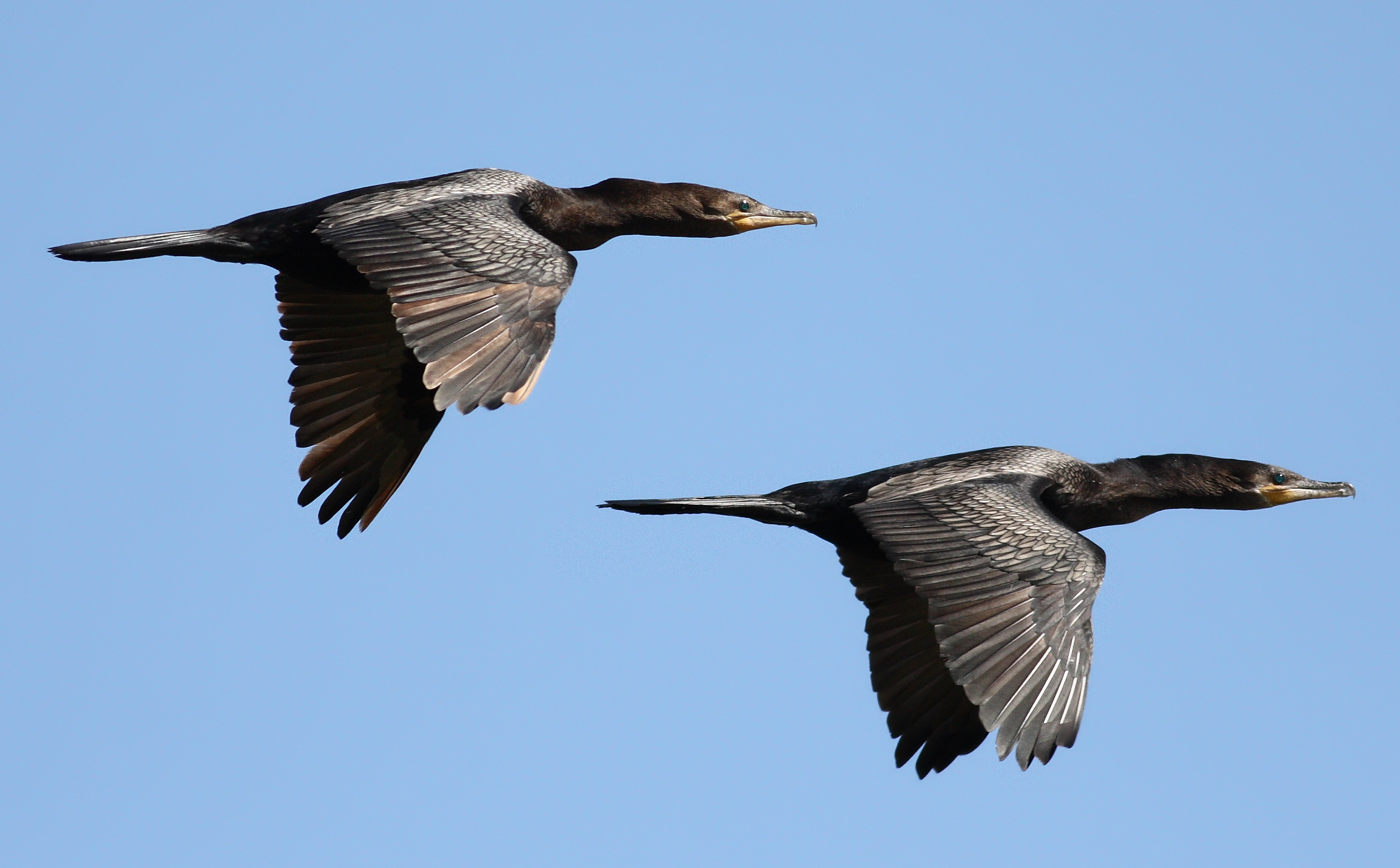
Vol de deux cormorans vigua (Phalacrocorax brasilianus)

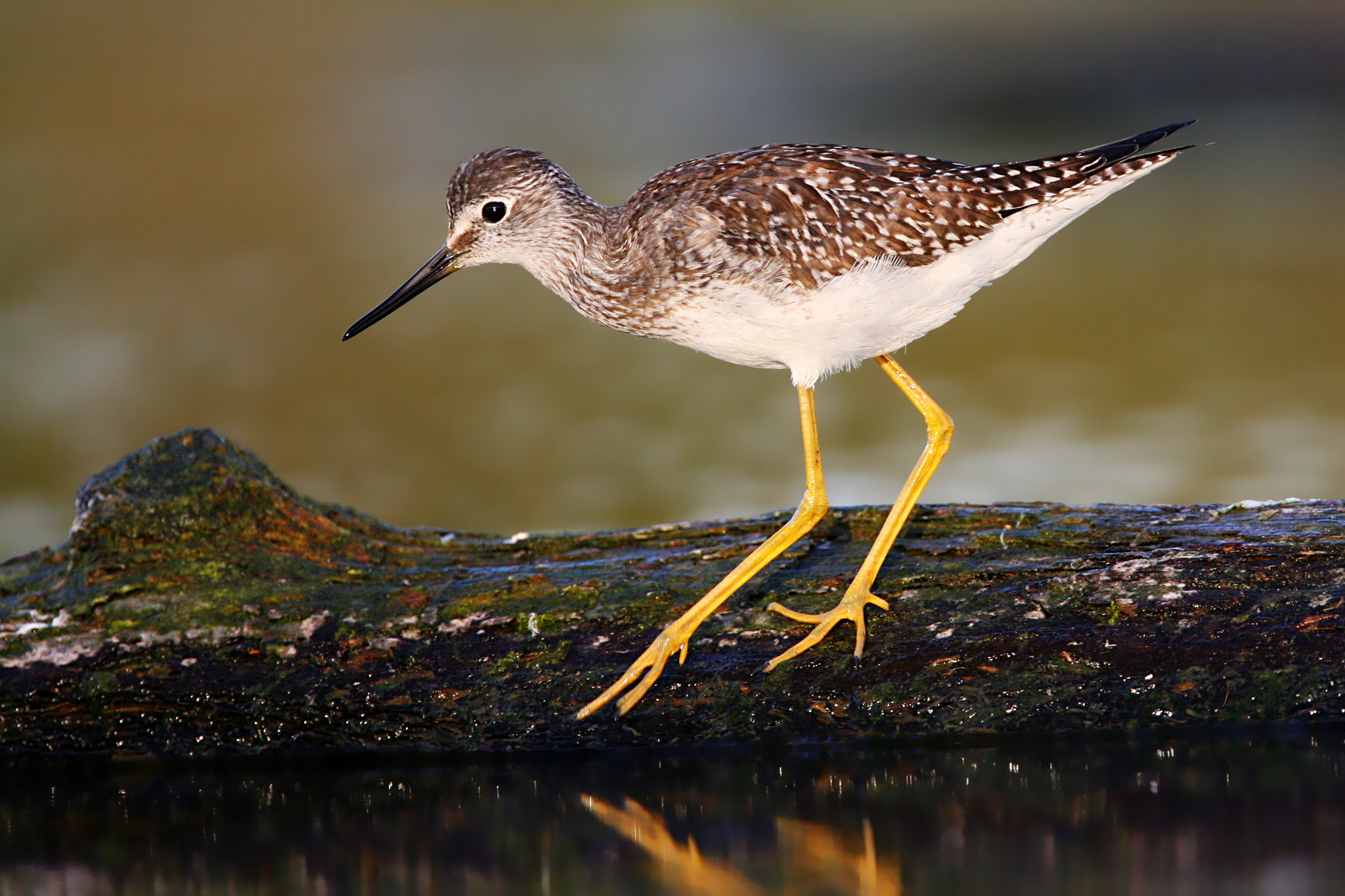
Petit Chevalier (Tringa flavipes)
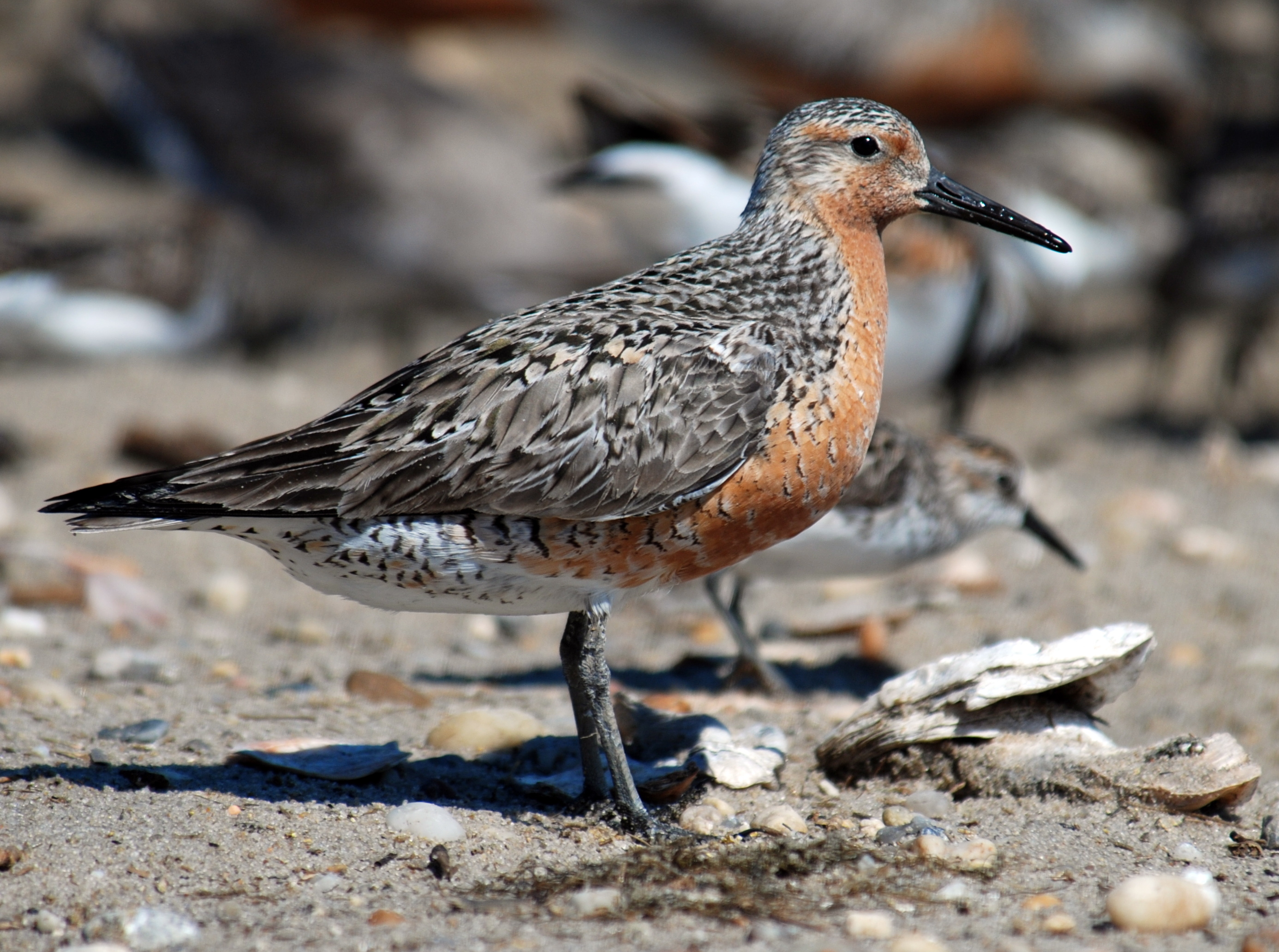
Bécasseau maubèche (Calidris canutus)
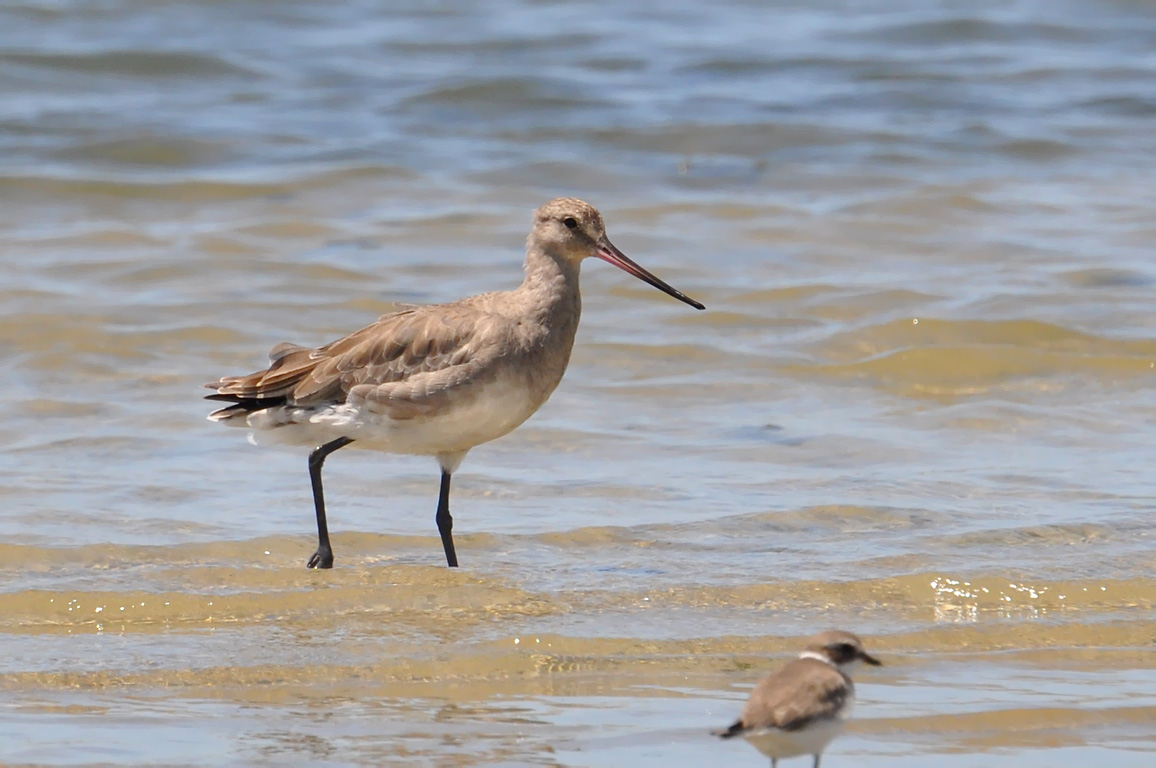
Barge hudsonienne (Limosa haemastica)

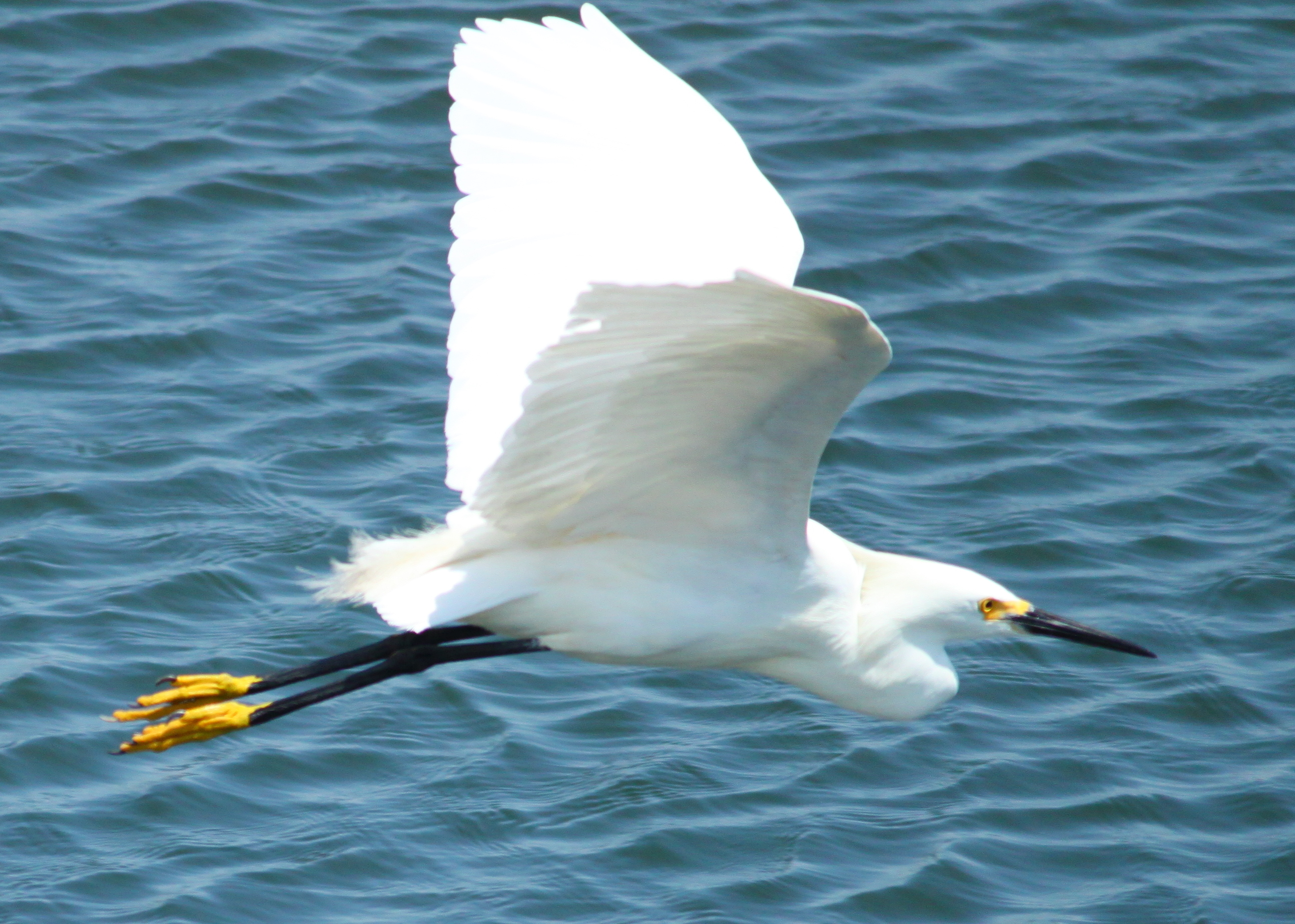
Aigrette neigeuse (Egretta thula)
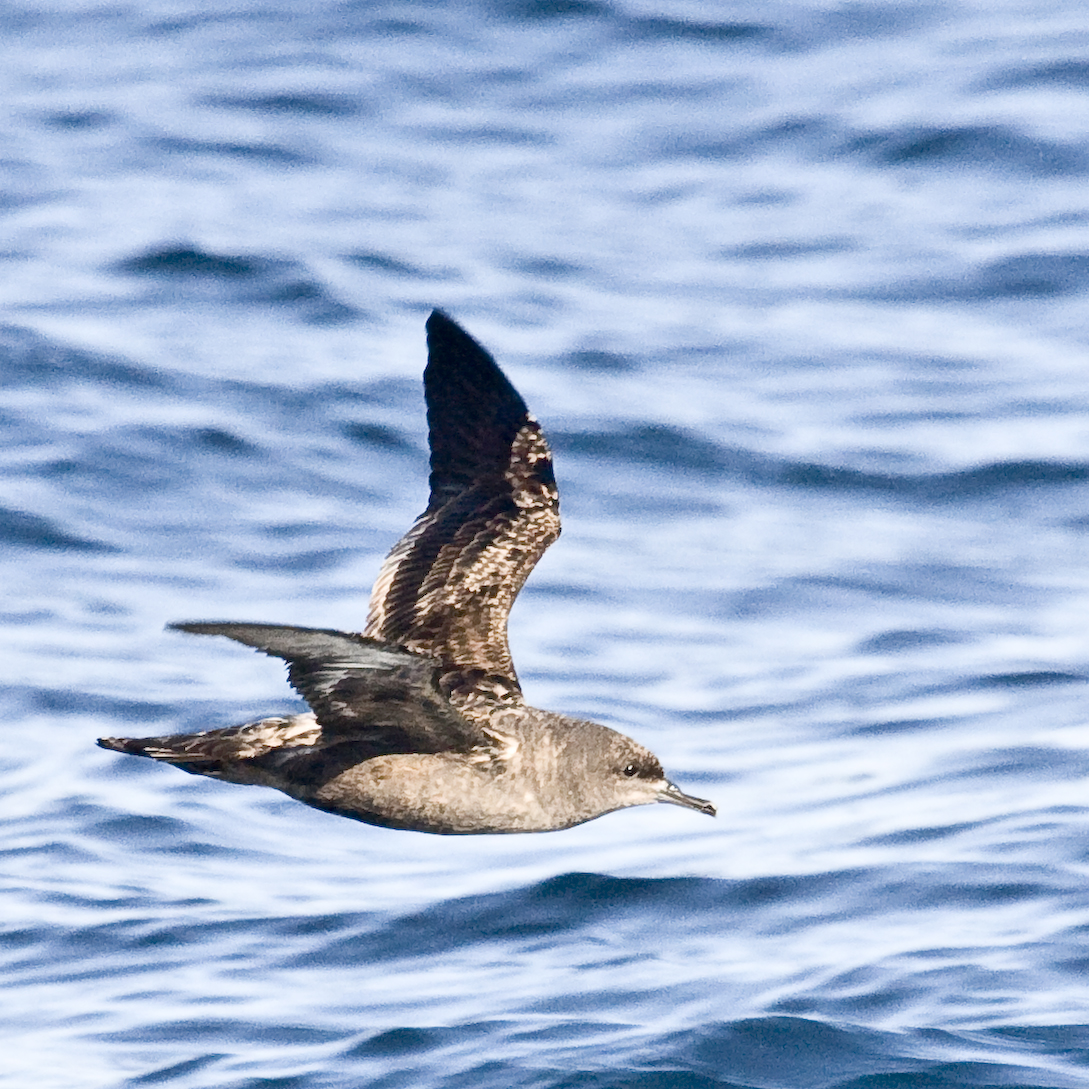
Puffin fuligineux (Puffinus griseus)
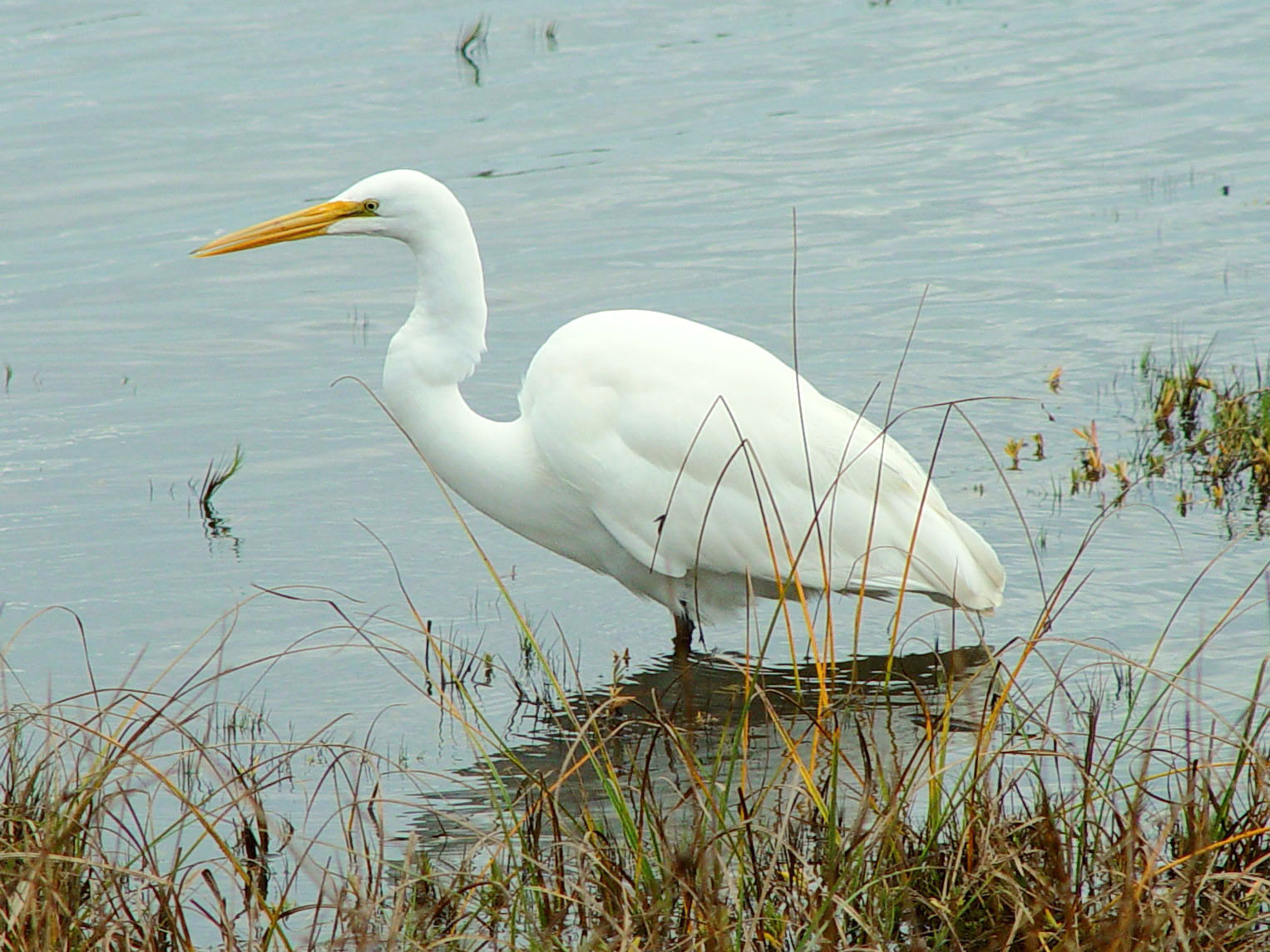
Grande Aigrette (Ardea alba)

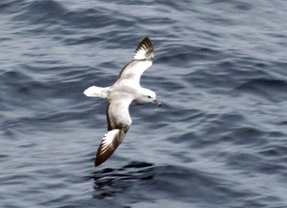
Fulmar argenté (Fulmarus glacialoides)
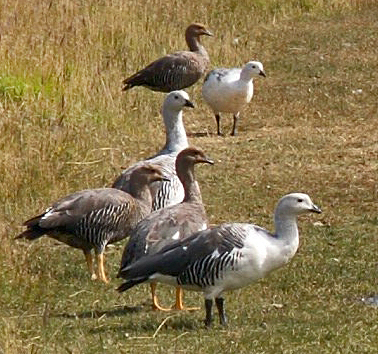
Ouettes de Magellan (Chloephaga picta)
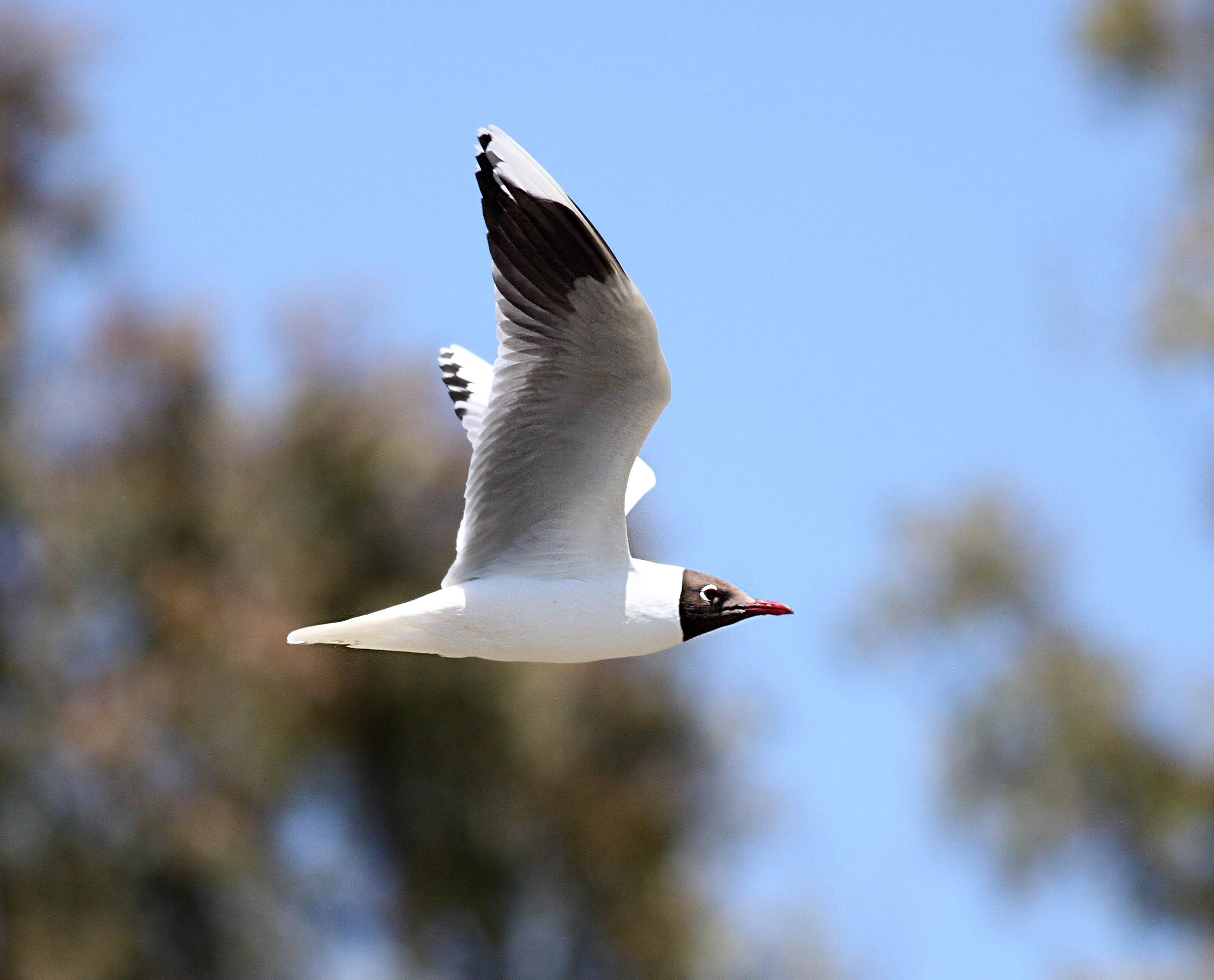
Mouette de Patagonie (Larus maculipennis)